# Dictyonosteus
Dictyonosteus là một chi của cá vây tay thời tiền sử sống ở kỷ Devon muộn. Hóa thạch đã được tìm thấy ở Spitsbergen, Na Uy.